# Karl Ludwig Struve
Karl Ludwig Struve (* 2. Mai 1785 in Hannover; † 17. Juni 1838 in Königsberg (Preußen)) war ein deutscher Klassischer Philologe und Gymnasialdirektor.

## Leben
Karl Ludwig Struve gehörte der Gelehrtenfamilie Struve an. Sein Vater Jacob Struve war Rektor des Lyzeums in Hannover. Der Astronom Friedrich Georg Wilhelm Struve und der Mediziner Ludwig August Struve waren seine Brüder, der Philologe Theodor Struve sein Neffe. 
1791 zog die Familie nach Altona und Karl Ludwig Struve besuchte das dortige Gymnasium Christianeum, dessen Direktor sein Vater wurde. Nach seinem Schulabschluss begann er im Jahre 1801 in Göttingen ein Studium der Theologie und Philologie. Schon im Jahre 1802 gewann er dort eine Goldmedaille für die Lösung einer Preisaufgabe. Danach wechselte er zur Universität Kiel im heimatlichen Holstein, wo er 1803 zum Doktor der Philosophie promoviert wurde. 1804 siedelte er als Hauslehrer nach Livland über und wurde noch im gleichen Jahr Lehrer am Gymnasium in Dorpat. 1805 habilitierte er sich an der Kaiserlichen Universität Dorpat und lehrte dort anschließend, neben seiner Gymnasialtätigkeit, Klassische Philologie. Weil er dort keine Professur erhalten konnte, wechselte er 1814 auf die Stelle des Direktors des Altstädtischen Gymnasiums nach Königsberg. In der Zeit der preußischen Bildungsreform war er zeitweise Mitglied  der 1810 gegründeten Wissenschaftlichen Deputation, die das Bildungswesen im Sinne des Neuhumanismus umgestalten sollte. 
In Königsberg veröffentlichte er Arbeiten zur klassischen Philologie sowie zur Mathematik. Struve besorgte für den Astronomen Friedrich Wilhelm Bessel die Übersetzung des Werkes Fundamenta Astronomiae in die lateinische Sprache.
Karl Ludwig Struve verstarb in Königsberg am 17. Juni 1838. Mit seiner Frau Wilhelmine hatte er vier Töchter und zwei Söhne.

## Schriften
- De doctrina Graecorum et Romanorum de statu animarum post mortem. Altona 1803.
- Observationum et emendationum in Propertium edendum specimen. Kiel 1804.
- Dissertatio pro venia legendi de elementis Epidoclis. Dorpat 1805.
- Consilium de nova editione S. A. Propertii mox adornanda. Dorpat 1806.
- Juvenal's erste Satire metrisch übersetzt und mit einem Kommentar begleitet. Dorpat 1807.
- Griechische Grammatik für die Gymnasien des Lehrbezirks der k. Universität zu Dorpat. Riga und Dorpat 1816.
- Theorie der Parallellinien. Königsberg 1820.
- Ueber den politischen Vers der Mittelgriechen, eine Abhandlung. Hildesheim 1828.
- Quaestionum de dialecto Herodoti specimen. Königsberg 1828.
- Opuscula selecta Caroli Ludovici Struvii, edidit J. Th. Struve. Vol. I et II. Leipzig 1854.